# Schloss Unterweikertshofen

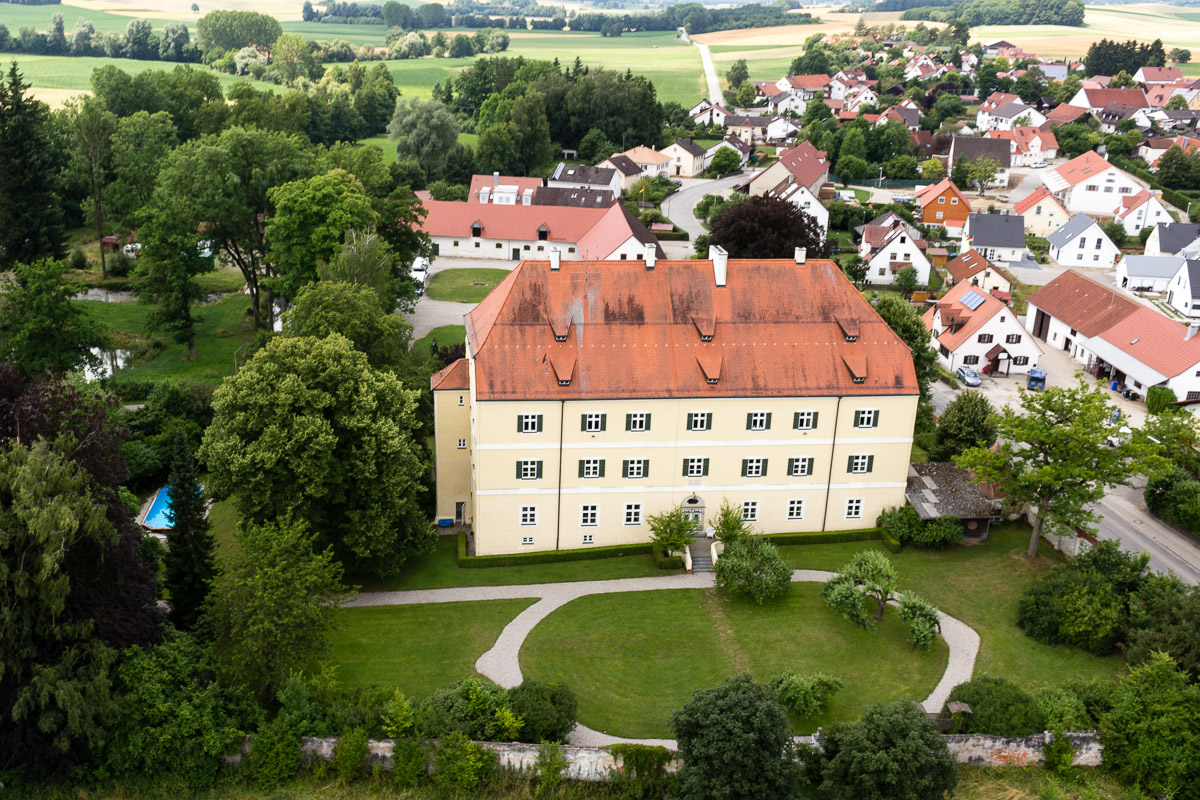
Schloss Unterweikertshofen (2014) – Parkseite

Schloss Unterweikertshofen (2020) – Frontseite

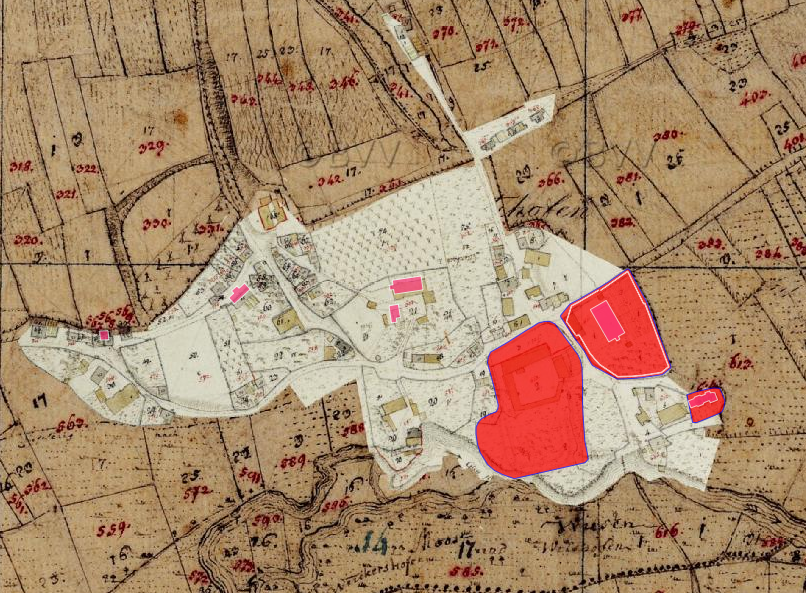
Lageplan von Schloss (links) und Burg Unterweikertshofen (rechts) auf dem Urkataster von Bayern

Das Schloss Unterweikertshofen liegt in Unterweikertshofen, einem Ortsteil der oberbayerischen Gemeinde Erdweg im Landkreis Dachau. Das Schloss liegt unmittelbar nordwestlich der Filialkirche St. Gabinus in Unterweikertshofen. Als Hofmarkschloss war es Herrensitz der Hofmark Weikertshofen. Die Anlage ist unter der Aktennummer D-1-74-118-34 als denkmalgeschütztes Baudenkmal von Unterweikertshofen verzeichnet. Ebenso wird sie als Bodendenkmal unter der Aktennummer D-1-7633-0148 im Bayernatlas als „untertägige spätmittelalterliche und frühneuzeitliche Befunde im Bereich des Hofmarkschlosses Unterweikertshofen und seines Vorgängerbaus“ geführt.

## Baugeschichte

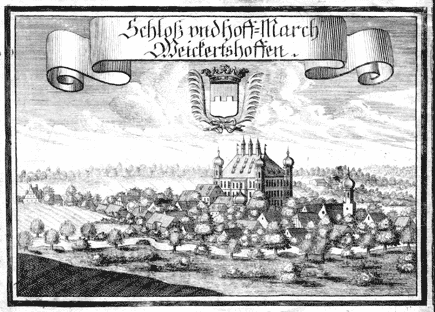
Schloss Unterweikertshofen nach einem Stich von Michael Wening (um 1726)

Im 12. Jahrhundert wird die Burg Weikertshofen von dem gleichnamigen edelfreien Geschlecht angelegt. Im 14. Jahrhundert erfolgt der Ausbau und die Erweiterung durch die Herzöge von Bayern als wichtiger strategischer Stützpunkt. Im 15. Jahrhundert gibt es zahlreiche Prozesse um die Landeszugehörigkeit der Burg, die in Urkunden als „Veste“ aufscheint. Um 1550 besteht die Anlage im Wesentlichen aus drei massiven quadratischen Türmen, die durch Mauern und Gebäudeteile zu einer einheitlichen Anlage zusammengeschlossen werden. Im Jahr 1597 wird die Burg als baufällig bezeichnet. 1610 erfolgt Grundsteinlegung des neuen Schlosses durch Sebastian Adlzhauser, 1616 wird es fertiggestellt. 1633 erfolgt die Zerstörung und Brandschatzung durch die Schweden während des Dreißigjährigen Krieges. 1657 ist das Schloss wiederhergestellt mit vermutlich vier zwiebelgedeckten Ecktürmchen, allerdings vielleicht nur in der Form von Dachreitern in Holzkonstruktion, die auf die Traufe gestellt waren.

## Lage
Schloss Unterweikertshofen liegt, das Ortsbild beherrschend, inmitten der gleichnamigen Ortschaft am linken Glonnufer, abseits der Hauptstraße Dachau – Aichach, etwa ein Kilometer südwestlich von Petersberg.
Die älteste Darstellung von Schloss Unterweikertshofen findet sich auf den Karten von Philipp Apian, um 1600.
Dieser Stich zeigt noch die alte Veste Weikertshofen in einer Flussschleife der Glonn. Der Bau besteht im Wesentlichen aus drei massiven quadratischen Türmen, die durch Mauern und kleinere Bauten zu einer einheitlichen Anlage zusammengeschlossen werden.
Auf einem Bild von 1666 über die Jagdbarkeit derer von Preysing in der Hofmark Weikertshofen, das im Schloss hängt, ist der Bau dargestellt als kubischer Baukörper mit Walmdach, dessen vier Ecken von zwiebelgedeckten Türmchen flankiert werden. Man kann davon ausgehen, dass der namentlich nicht genannte Verfasser einen authentischen Zustand dargestellt hat.
In ähnlicher Form präsentiert sich das Schloss auf dem Stich von Michael Wening über „Schloß und Hoff=March Weickertshoffen“, um 1700.
Der stattliche, mit einem hohen Walmdach gedeckte Bau wird von vier Türmchen gerahmt, die offensichtlich bis zum Terrain reichen. Wening selbst schreibt dazu: „Das Schloss ist schön und groß in vier Eck/und mit vier saubern kleinen Armen erbaut.“ Die Nordseite wird betont durch einen Mittelrisalit über drei Fensterachsen. Das Dach wird unterbrochen durch Schleppgauben. Bei Wening zieren drei Türmchen den First – wahrscheinlich handelt es sich dabei um Kamine – zusätzlich sind am Anfallspunkt Firstzierrate mit Kugeln und Windfähnchen zu erkennen.
Die Uraufnahme von Bayern aus dem Jahre 1808 zeigt das Schloss als rechteckigen Baukörper mit einem annähernd quadratischen Anbau im Süden. Unmittelbar neben dem Schloss befindet sich die Stelle der abgegangenen Burg Unterweikertshofen, die als Bodendenkmal unter der Aktennummer D-1-7633-0110 im Bayernatlas als „Burgstall des hohen und späten Mittelalters ("Burg Weikertshofen")“ geführt wird. 
Zwei Pavillons flankieren die östliche Längsseite, die sich zu einem Ziergarten hin öffnet. Von den Ecktürmchen ist hier nichts zu erkennen. Seit dieser Zeit hat sich am Umfang des Schlosses nichts mehr geändert.

## Baubeschreibung
Der stattliche Baukörper von Schloss Unterweikertshofen erhebt sich über längsrechteckigem Grundriss, dessen Seitenlängen in einem Proportionsverhältnis von 1 zu 2 stehen. Der dreigeschossige Bau wird mit einem hohen Krüppelwalmdach mit Biberschwanzdeckung geschlossen. Die einzelnen Geschosse werden optisch durch umlaufende Putzfaschen voneinander getrennt.
In der Mittelachse der Längsseiten liegt je ein Eingangsportal, das über fünf Stufen zugänglich ist. Von den drei Fensterachsen links und rechts davon sind jeweils die zwei inneren zu einem Paar zusammengerückt, die dritte Achse liegt genau in der Mitte der verbleibenden Mauerscheibe. Die hochrechteckigen Kreuzstock-Fenster sind mit Fensterflügeln unterschiedlicher Sprossenteilung versehen. Die Westansicht ist durch größere Fenster im ersten Obergeschoss betont. In der Mittelachse, über der Eingangstüre, liegt ein noch mal vergrößertes Fenster gleicher Proportion. In den Obergeschossen befinden sich an allen Fenstern Lamellenklappläden, die Fenster im Erdgeschoss sind vergittert. Die Eingangsportale sitzen in Natursteingewänden, die über einem Kämpfer in einem Rundbogen fortfahren. Dieser enthält je ein vergittertes Fenster in Form eines Rechtecks, das seitlich durch einen Halbkreis erweitert ist. Der Haupteingang an der Westseite erhält eine zusätzliche Betonung, da er von Pilastervorlagen gerahmt wird. In Höhe der ersten Putzfasche tragen diese eine Kapitellausbildung, die sich zu einem gleich profilierten Gesims zwischen den Pilastern zurückkröpft. Türgewände an der Ostseite ist detaillierter ausgearbeitet, in den Sturz meißelt trägt es die Jahreszahl 1896. Die reich profilierte Holztüre hat neubarocken Charakter. Über dieser Türe ist über der Geschossteilung eine steinerne Tafel eingelassen, deren Inschrift auf die Erbauung des Schlosses verweist:
1616 Dises Schloß hat vom Grundt Auferpauth der Wol Edle und Gestreng herr Hanns = Sebastian von und zu Adlzhausen und Weickhertshouen fürstl. durchl. Ertzherzog Leopoldi zu Össterreich Bischouen zu Straßburg und Passau Camerer und Rath auch Pfleger der fürstl. herrschaft Ebelsberg und Lechenprobst In Össterreich ob der Enß. Auch sein wol edle ehr und tugendreiche geliebte Gemahl Fr. Frau So = phia ein geborne von Bihring zu Sichharting Gott erhalts In Langwierigen Würden bei dem Adelichen Namen und Stammen.
Von den Schmalseiten des Gebäudes wird die Südansicht durch einen mittig liegenden, über annähernd quadratischem Grundriss errichteten Anbau unterbrochen, dessen Traufe auf Höhe der Fensterstürze im 2. Obergeschoss liegt. Das Walmdach schließt an die aufsteigende Wand an. Die horizontalen Putzfaschen werden über den Anbau, der nur in den Obergeschossen durch je zwei kleine Fenster belichtet wird, nicht fortgeführt. Links und rechts des Anbaus liegen je zwei Fensterachsen, von denen die inneren in den Giebelansatz durch zwei kleine Fenster fortgeführt werden. Die Fenster im 2. Obergeschoss nehmen an der Südseite fast quadratisches Format an bei gleich bleibender Öffnungsbreite. Durch das leicht nach Süden fallende Gelände ragt diese Seite höher aus dem Boden, so dass noch ein vergittertes Kellerfenster und eine kleine Lüftungsluke Platz finden.
Die gegenüberliegende Nordfassade ist spärlicher befenstert, auch hier fehlt die Geschosstrennung über dem Erdgeschoss. Durch das hier höher anstehende Terrain wirkt das Erdgeschoss abgesackt. Die Schmalseite des Gebäudes ist durch ein einziges großes, querformatiges Fenster aus jüngster Zeit aufgebrochen. Im Dachgeschoss sitzen, leicht zur Westseite verschoben, eine hoch- und zwei querformatige Öffnungen. Durch das Nord-Süd-Gefälle ist es möglich, von außen über eine Tür in den Keller zu gelangen, allerdings über Differenzstufen. Diese liegt an der Südseite der Westfassade unter der äußersten Fensterachse.
Die Grundrisseinteilung des Schlosses ist klar und einfach. Betritt man durch den westlichen Eingang von der Ortsdurchfahrt her das Schloss, steht man in einer durchgehenden Halle mit Kreuzgewölbe. Zur linken und rechten schließen sich – ursprünglich – je vier Räume an, die durch Zwischenwände neueren Datums verunklart werden. Die Einbauten zerstören auch die schönen Gewölbe und die z. T. stuckierten Decken. Erwähnenswert ist der Speisesaal in der südlichen Schlosshälfte. Ein großer dahinter liegender Raum wurde unterteilt und nimmt heute in einer Hälfte die Hauskapelle auf, die ohne erwähnenswerte Ausstattung ist. In der nördlichen Schlosshälfte befanden sich ehedem die Schlossküche und weitere Wirtschaftsräume. In der Eingangshalle ist an der Nordwand eine Steintafel mit Wappen aus dem Jahre 1673 angebracht, die auf die Zerstörung durch die Schweden und den Wiederaufbau durch Johann Franz von Preysing hinweist.
Eine einläufige viertelgewendelte Treppe führt in das erste Obergeschoss. Hier liegt über dem Speisesaal der sog. „Hundtsche Saal“ mit seinem reichen Deckenstuck. Ein daran anschließender Raum zur Westseite mit ebenso reichem Deckenstuck ist von mehreren Wänden durchschnitten. Dieses Geschoss enthält die Repräsentationsräume des barocken Schlosses, es ist eindeutig als „piano nobile“ zu erkennen. Eine Enfilade-Reihung der Räume ist anhand des Grundrisses noch deutlich auszumachen. Ein besseres Bild von der ursprünglichen Raumaufteilung bietet das zweite Obergeschoss. Die Räume sind ohne besondere Ausstattung, hier befanden sich wohl einmal die Schlafräume der Schlossbewohner.

### Hundtscher Saal
Der „Stucksaal“ im ersten Obergeschoss südlich des Treppenhauses ist der vornehmste Raum im Schloss. Den relativ niedrigen Raum mit annähernd quadratischem Grundriss (7,54 m × 8,15 m) belichten zwei Fenster in der Westfassade. Der Übergang von den glatten, architektonisch ungegliederten Wänden zu der flachen Decke wird durch eine profilierte Leiste gebildet, eine Kehle ist nicht ausgeprägt. Um den äußeren Rahmen bildenden Stab an der Decke rollt sich Weinlaub in gleichmäßigen Abständen. Das breite Band der Deckenstuckatur lässt einen fast quadratischen, an seinen Ecken eingezogenen Spiegel frei. Ebenfalls frei bleiben vier Rundmedaillons in den Diagonalen. Die Rahmen von Spiegel und Medaillons bestehen aus einem akanthusverzierten Wulst, begleitet von flachen, auf die Ebene des Deckengrundes führenden Profilen. Ein umlaufendes Band verschlungener Rosenranken leitet nach innen zu dem Deckenspiegel über. Je ein geflügelter Genienkopf trägt die Rundmedaillons, die von dreipassförmigen Feldern bekrönt werden. Akanthusranken wachsen aus der Nahtstelle und rahmen den Dreipass, wobei sich die obersten Ranken zu Voluten in dessen Scheitel drehen, aus dem über einem Akanthusblatt eine Muschelschale wächst. An die jeweils unterste Ranke angebundene Fruchtgehänge rahmen die Medaillons. Die Flächen zwischen den zur Raummitte hin ausgerichteten Medaillonkompositionen nehmen flache Felderungen ein, die mit gegenständigen, einem Blattkelch entwachsenen Rankenmotiv gefüllt sind. Die inneren Spitzen dieses Akanthuslaubes öffnen sich
zu Blütenrosetten. Die Achsen der Decke werden durch die Bekrönung dieser Felder aufgenommen: Eine Muschelschale, gerahmt von Akanthuslaub, geht über in eine Büste mit leicht schräg geneigtem Kopf, deren Schultern Blütengehänge entwachsen. Die Stuckdekoration der Wände beschränkt sich auf Rahmungen der beiden Türen mit einem halbrunden, von Akanthusblättern überwachsenen Stab zwischen flachen Profilen. In den Sopraporten liegen dreipassförmige Kartuschen zwischen S-förmigen, an den Enden zu Voluten gedrehten Bögen. Schwere Früchtefestons schwingen in leichter Kurvatur zu den Rahmenecken hin aus. In den verbleibenden Zwickeln sitzen Blattrosetten. Den Scheitel der Sopraporten bekrönt ein geflügelter Genienkopf, der die Deckenleiste zu tragen scheint. Der Deckenspiegel und die Medaillons waren vermutlich für Fresken vorgesehen, vielleicht auch die dreipassförmigen Kartuschen. Die Stuckdekoration ist ganz in Weiß gehalten. Der Wechsel zwischen flachen und rundplastischen Elementen erzeugt ein lebhaftes Licht- und Schattenspiel auf der Oberfläche, dadurch wird die plastische Wirkung noch verstärkt.
Über den Schöpfer und die zeitliche Ausführung der Stuckierung ist nichts bekannt. Die Einzelformen lassen vermuten, dass der Meister mit italienischen Stuckarbeiten vertraut war. Die Plastizität der Blüten- und Fruchtfestons, der Muschelschalen sowie der Blattstäbe steht italienischen Arbeiten der zweiten Hälfte des 17. Jahrhunderts näher als den Stuckaturen der Wessobrunner, die seit der Wende zum 18. Jahrhundert flächenhafter werden und mehr zu Stilisierungen neigen. Das scharf gezackte Akanthuslaub geht mit seinem flachen Relief in den Grund über, auch dies bildet einen Gegensatz zu der Wessobrunner Schule, deren Akanthusornamente sich in deutlich gezeichneter Silhouette vom Reliefgrund abhebt, wie zum Beispiel im Thassilosaal des Klosters Wessobrunn von Johann Schmuzer und seinen Söhnen Joseph und Franz.
Neben dem italienischen Einfluss lassen sich auch Impulse der französischen Druckgraphik feststellen. Diese in Serie entstandenen Ornamentvorlagen haben dazu beigetragen, die Stilrichtung der Italiener zugunsten einer französischen abzulösen, die auch in den Wessobrunner Stuck mit Johann Baptist Zimmermann eingegangen ist. Die Büsten über den Muschelschalen weisen bereits galante Züge auf, wie sie später bei Watteau in Erscheinung treten. Bei Berain und Marot bilden maskenartige Frauenköpfe häufig die Achsenpunkte symmetrischer Ornamentkompositionen, in dieser Funktion treten hier auch die Büsten auf. Der den Deckenspiegel umfassende Dekorationsstreifen mit Rosenranken ähnelt den Stickereibordüren, die Marots Stichwerk in vielen Varianten enthält.
Vermutlich ist die Stuckierung in Unterweikertshofen von einem Mitglied der Wessobrunner Gilde geschaffen worden, vielleicht sogar von Johann Baptist oder Dominikus Zimmermann oder deren Werkstätten. Johann Baptist Zimmermann ist 1701 als Stuckateur feststellbar.
Als früheste erhaltene Arbeit gilt die Wallfahrtskirche Maria Schnee bei Markt Rettenbach im Landkreis Memmingen. Sie wurde in den Jahren 1707 bis 1709 von Zimmermann stuckiert. Die Ausführung entspricht noch dem italienischen Stuck, der die architektonische Oberfläche nicht gliedert, sondern sich auf einzelne Linien beschränkt. Einzelne Elemente aus der Decke des Schlosses halten einem Vergleich mit der Stuckierung des Chores zu Rettenbach durchaus stand. Die schwerplastischen Festons mit Trauben, Mohnkapseln und heimischen Früchten, durchzogen mit Weinlaub, können durchaus eine Vorstufe der Rettenbacher sein, obwohl sie im Aufbau noch einem mehr starren Schema folgen. Das kreisförmige Fresko mit der Heiliggeisttaube im Kuppelzentrum umgibt ein Lorbeerstab mit begleitenden Profilen, der den Medaillonrahmungen sehr nahekommt. Eine noch engere Verwandtschaft besteht zu der Rahmung des zentralen Deckenfreskos in der Marienkapelle der Kartäuserkirche Buxheim, deren Stuckierung ab 1709 Dominikus Zimmermann zugeschrieben wird. Der wulstige, mit pflanzlichem Dekor besetzte Rahmen taucht noch einmal auf in der Sixtuskirche zu Schliersee, 1712 bis 1714. Hier umwindet das Blattwerk die Gewölbegrate. Die Stuckierung in Schliersee stammt vollständig von Johann Baptist Zimmermann.
Vergleiche mit dem noch erhaltenen Frühwerk Johann Baptist Zimmermanns lassen eine zeitliche Einordnung der Unterweikertshofener Stuckdecke in die Zeit von 1700 bis 1710 zu. Das Schloss war von 1635 bis etwa 1762 in Besitz derer von Preysing, die sich vermutlich die führenden Künstler dieser Zeit auch nach Unterweikertshofen geholt haben. Dafür käme um diese Zeit Johann Schmuzer seinen Söhnen Joseph und Franz in Betracht. Für eine Ausführung durch Schmuzer scheint die Dekoration jedoch zu modern. Obwohl Einzelmotive der Druckgraphik übernommen sind, bildet die Decke ein eigenständiges Werk. Diese Eigenart spricht für ein Frühwerk Zimmermanns oder eines Werkstattkollegen, der mit ihm gearbeitet hat.

## Besitzer
Weikertshofen, eine Hofmark an der Glonn, kommt in älteren Urkunden u. a. als Wickershouen und Weickhertzhouen vor. Das Schloss in seiner heutigen Gestalt stammt aus der ersten Hälfte des 17. Jahrhunderts. Das Stammschloss stand unweit des bestehenden in einer Flussschleife der Glonn.
Die Burg Weikertshofen wurde vermutlich im 12. Jahrhundert von dem adeligen Geschlecht der Weikertshofer angelegt. Die erste urkundliche Erwähnung derer von Weikertshofen stammt aus dem Jahre 1126 aus einem Fundationsbrief des Klosters Undenstorff, dem heutigen Indersdorf. l) Der Schlossherr Ulrich von Weickertzhouen schenkte dem Kloster sein Landgut in Oberroth. Im Jahre 1181 ist Vollmarus von Wickershouen unter den adeligen Zeugen bei einer Schenkung des Bischofs Albert von Freising, 1231 erscheint Ulrich Edler von Wickershouen, der Hofdiener Otto des Erlauchten, beim Leichenbegängnis Ludwig des Kelheimers zu Scheyern. Die nächsten Besitzer sind Dittrich von Weickertshouen, Dienst und Lehnsmann Herzog Ludwigs und seine Gemahlin Raimund. Sie schenken dem Kloster Scheyern einen Bauernhof zu Maltenhofen, vermutlich das heutige Walkertshofen. Über den gemeinsamen Sohn Friedrich schreibt Wiguleus Hund: 2) „Dominus Friedericus de Weickershouen cum liberis Henrico et Adlhait praetendit jus in illo praedio, Ludovicus Com. Palat. Ren. Dux Bavariae condolens egestati illius 25e denariorum et decrevit, ut omni Juri renunciaret.“ 3) Hundt bemerkt dazu, dass der Brief, dem diese Stelle entnommen ist, ohne Jahreszahl ist. Durch diese Entsagung kam Weikertshofen an das Haus Bayern, wo es bis zum Jahre 1315 verblieb. In diesen Jahren wurde die Burg von den Herzögen von Bayern sicher ausgebaut, da sie einen wichtigen strategischen Stützpunkt darstellte.
Im Jahr 1315 verleiht Herzog Rudolf von Bayern das Haus Weickertshofen dem Konrad von Eysenhouen oder Außenhouen „wegen seiner treuen Dienste“, wie dem ausgestellten Brief zu entnehmen ist. Das adelige Geschlecht der Eysenhouen ist sehr alt. Das Stammschloss stand zu Eisenhofen, einem Dorf, das unweit von Weikertshofen östlich der Straße von München nach Aichach im Glonntale liegt. Der Name Außenhouen kommt von Usen oder Husen, so nannte man den ganzen Gau an der Glonn; die Eisenhofer hatten fast alle Schlösser und Sitze vom Ursprung der Glonn bis nach Indersdorf besessen. Im Jahre 1340 ist ein weiterer Konrad zu Weikertshofen beurkundet, ein Sohn des Ritters Eberhard Eysenhouer zu Arnbach, und nach ihm sein Sohn Friedrich zu Weikertshofen, der im Jahr 1370 bestätigt wird. Konrad war vermutlich der letzte Eisenhofer auf Weikertshofen. Der Besitz ging über auf die Preysinger, ob durch Erbschaft, Kauf oder Schenkung, ist bisher nicht bekannt.
Als erster Preysinger ist 139 Seitz von Preysing zu Weikertshofen an der Glonn urkundlich erwähnt. Dieser Seitz Preysinger stammte aus dem Geschlecht der Preysinger von Altenpreysing. Im Jahre 1392 war er Siegelzeuge bei den ersten bayrischen Bündnissen. Dabei wird er erwähnt als Seitz Preysinger von Weickertzhouen. Bereits zur Regierungszeit der Herzöge Wilhelm III. und Ernst (1397–1435) ging Weikertshofen wieder an das Haus Bayern über, ein genauer Zeitpunkt und ein Grund dafür sind nicht bekannt.
Zu Beginn des 15. Jahrhunderts kam das Schloss an die Adelzhauser. Im Jahre 1411 kauften Heinrich, ein Sohn des Waldmayr oder Waldemarus von Adlzhausen und seine Gemahlin, des Herrn Hansen Pailachers Tochter, von den Herzögen Wilhelm und Ernst die Feste Weikertshofen mit Vorbehaltung ewiger Öffnung, Anbots- und Lehenschaft.
Im 15. Jahrhundert wurden zahlreiche Prozesse geführt um den Besitz der Veste. Im dritten ungedruckten Teil seines „Stammenbuches“ schreibt Wiguleus Hund über den 1431 ausgebrochenen Streit der Herzöge in Bayern um Weikertshofen: „Umb Weickerzhouen war der Streidt zwischen Herzog Ludtwigen von Ingolstadt aines, und Herzog Ernst und Herzog Wilhelbm andern thails, in was Landgericht es gelegen wardt, durch 25 Landtleuth, deren obrister Hannß von Degenberg, Erbhofmeister in Nidernbayern erkennt, das es ins Dachauer und nit in Aicher Gericht gehoeret anno 1431.“ 4)
Über den zuvor genannten Heinrich von Adlzhausen vermerkt Hundt an anderer Stelle: „Hainrich war daselbst/: zu Weickerzhouen:/ von Herzog Ernst und Wilhelbm gefangen, das Schloß zerstört, dann er ain Recht wider Sye gefiehrt, derohalb umb viel khomen.“ 5) Aus der Ehe Heinrichs mit Auerin von Pullach gingen zwei Kinder hervor, Georg und Dorothea. Mit seiner zweiten Frau Barbara Dießenhoferin hatte er eine Tochter Amalie. Der Schlossherr starb 1451, begraben wurde er zu Adlzhausen. Nach seinem Tod kam sein Sohn Georg in den Besitz von Weikertshofen. Dieser scheint im Jahr 1438 auf einer Urkunde als Zeuge auf, als Rudolf Preysinger zu Wolnzach seine Feste Wolnzach dem Herzog Albrecht, Grafen von Vohburg, verkauft. Georg wurde 1445 Pfleger zu Möring, 1461 Pfleger zu Dachau und zuletzt Rat in München, wo er nach seinem Ableben in der Peterskirche beigesetzt wurde. Er war verheiratet mit Barbara von Westernach, mit der er einen Sohn Hieronymus und sechs Töchter hatte.
Hieronymus Adelzhauser, Pfleger zu Dachau, folgte seinem Vater in der Besitzerreihe. Urkundlich scheint er 1454 zum ersten Mal auf. Im Jahre 1486 hat er offensichtlich noch zu Lebzeiten seines Vaters Weikertshofen übernommen, da er am 22. April 1486 seinem Vater Georg von Adelzhausen bei der Gutsübernahme ein Leibgeding bestellt. Er war vermählt mit Barbara, der Tochter des Albrecht. Hausner von Fronhausen zum Burgstall und seiner Frau Barbara, geborene Wildenwarter. Aus dieser Ehe gingen drei Söhne hervor, Hans, Georg und Ulrich. Hieronymus starb im Jahr 1500, er wurde in München zur letzten Ruhe gebettet. Nach den „Geschichtlichen Notizen von Weikertshofen“ von Joseph Grob 6) waren seine Söhne Georg und Ulrich nicht verheiratet. Der erstgenannte war Kriegsmann und Oberster, letzterer Komtur des Deutsch-Ordens. Laut Urkunde vom 18. März 1510 übergab Ulrich Adelzhauser zu Weikertshofen seinen Brüdern Hans und Georg sein gesamtes väterliches Erbe sowie den etwaigen künftigen Erbanfall seitens seiner Mutter Barbara und seiner Brüder gegen Leibgeding. Der jüngste Sohn Hans bekam nach dem Tod des Vaters Weikertshofen. Er war Rat zu Freising, einige Jahre Bischof des Pfalzgrafen Philipp, Statthalter zu Zeitz, zuletzt Pfleger in Massenhausen. Mit seiner Frau Ursula, einer geborenen von Roth, hatte er viele Kinder. 7) Ein Sohn Johannes war Domdechant zu Freising, Hans Georg war als junger Mann ertrunken. Den Gutsbesitz von Weikertshofen erbte sein dritter Sohn Philipp von Adelzhausen. Dieser erscheint 1565 auf einem Kaufvertrag als Käufer einer Hofstatt mit Garten zu Weikertshofen. Zu dieser Zeit ist er bereits Landrichter zu Dachau. Später wurde er Pfleger in Rieth. Er war verheiratet mit Margaretha von Preysing, ihre Kinder sind Philipp, Hans Sebastian, Hieronymus und Rosina.
Philipp war Domherr zu Augsburg und Eichstätt, er ist der Erbauer bzw. Erweiterer des Gotteshauses zu Weikertshofen. Grob bemerkt dazu, dass Philipps Name aus diesem Grunde im unteren Fenster des Kirchturmes auf einer gelben Glastafel geschrieben steht. In der Kirche erinnert eine Pergamenttafel an den Domherrn: „Dises Gägenwertige Gotteshaus hat der Hochwürdige Hochedl gebohrne herr herr Johan Philipp von und zu Adlzhausen, auf Weikertshofen, Thumdechant zu Aichstätt und Thumherr zu Augspurg so in 1608 Jahr von Neuen Erbaut Und Erweittert.“
Hieronymus war Passauischer Rat. Im Jahre 1596 übergab Herzog Wilhelm ihm für sich und seine Geschwister Feste und Dorf Weikertshofen und das Dorf Walkertshofen zu Lehen. Er war vermählt mit Anastasia von Pienzenau, einer Witwe Pabo des Hocholtinger. Da um diese Zeit der Stamm der Adelzhauser erlosch, nimmt man an, dass der Ehe keine Kinder entstammten.
Ein dritter Sohn, Hans Sebastian von Adelzhausen, war der Erbe auf Weikertshofen. Es ist allerdings nicht bekannt, ob er auch der älteste Sohn war. Er war Passauischer Pfleger zu Ebelsberg, verheiratet war er mit Sophia von Piehring.
Herzog Maximilian I. verlieh ihm am 2. September 1604 für sich selbst und- als Lehnsträger seiner Brüder Philipp und Hieronymus einen Teil der Feste und Dorf Weikertshofen, nachdem ihre Schwester Rosina nach ihrer Vermählung einen ordnungsgemäßen Verzichtbrief ausgestellt hatte. Hans Sebastian war der Erbauer des heutigen Schlosses zu Weikertshofen, das 1616 fertiggestellt war. Damit beginnt die eigentliche Geschichte des Schlosses. Aus welchem Grund das Schloss an anderer Stelle neu erbaut wurde, geht aus den Urkunden nicht klar hervor. Vermutlich aber verfiel die alte Veste zusehends, denn in einer Beschreibung vom Jahre 1597 ist das Schloss als „Edlmannssitz vnd ein alter Purchstall“ verzeichnet. 8) Eine steinerne Tafel über dem gartenseits gelegenen Eingang erinnert an die Erbauung des jetzigen Schlosses. Der Schlossherr war bereits vor der endgültigen Fertigstellung am 15. Juli 1615 gestorben.
Frau Sophia von Adelzhausen hat in das Filialgotteshaus zu Weikertshofen einen Jahrtag und vier Quatembermessen gestiftet. Sie ist am 16. August 1625 gestorben und liegt zu Weikertshofen mit ihrem Mann begraben. Ihr Sohn Philipp Hektor war Domherr zu Passau, über den Sohn Leopold ist nichts bekannt. Mit ihrem Tod ist der Stamm der Adelzhauser ausgestorben.
In der Erbfolge rückten 1635 die beiden Töchter Hans Sebastians und Sophias, Maria Sophia und Maria Catharina, nach. Letztere war mit Johann Warmund Freiherrn von Preysing verheiratet. Mit dem Tod Maria Catharinas ging Weikertshofen erneut an die Preysinger über.
Johann Warmund von Preysing, kurfürstlicher Kämmerer und Vicedom zu Straubing, war offensichtlich in zweiter Ehe mit Anna Ursula Freiin von Gumpenberg verheiratet. Aus welcher Ehe sein Sohn Johann Franz von Preysing und weitere drei Söhne stammen, ist nicht bekannt. Im Jahre 1655 wurden diese vier Brüder belehnt.
Johann Franz von Preysing war der nächste Gutsbesitzer auf Weikertshofen. Nach Bucelinus 9) hatte er vier Ehefrauen, über die erste ist nichts bekannt. In dem „pfarrlichen Kopulationsbuch“ wird er „viduus“ genannt: „Perill. Dns. Joan. Franziscus Comes de Preysing viduus et Dna Eleonora Fuggerin Comitißa celebs, obtenta prius a Summo Pontifice intra 2 dum affinitatis gradum dispensatione, a Rm ° D. Martino Undenstorffensium Praesule in Ecclia Weikerzhouensi subritu Pontificali matrimonio juncti sunt circa 9 h° r vespertinae die sequenti officium ibidem a pfato Praesule Pontificali celebratum.“ 101 Diese zweite Eheschließung fand am 15. Mai 1657 statt.
Während seiner Herrschaft auf Weikertshofen waren im Jahr 1633 bei dem Schwedeneinfall das Schloss und das Dorf gebrandschatzt worden. Johann Franz ließ das Schloss wiedererrichten, es ist 1657 fertiggestellt worden, wie eine steinerne Tafel im Erdgeschoss des Schlosses berichtet. Aus der Ehe mit Anna Eleonora Fuggerin gingen neun Kinder hervor, von denen bereits sechs im Säuglingsalter starben. Johann Franz Graf zu Preysing starb am 22. Mai 1674 in München, begraben ist er in Weikertshofen. Seine Frau Eleonora starb am 16. Februar 1697 in München, sie ist ebenfalls in der Kirche zu Weikertshofen zur letzten Ruhe gebettet.
Der Besitz kam nun an den ältesten Sohn Johannes Franziskus Ferdinand, geboren am 14. Juni 1659. Die erste Erwähnung des Johannes Franziskus Ferdinand als Herr auf Weikertshofen stammt aus der Beschreibung Bayerns nach den vier Rentämtern vom Jahre 1701. Als 1704 nach der Schlacht bei Höchstätt am 13. August das Kriegsvolk auf dem Weg nach München auch die Gegend um Weikertshofen heimsuchte, flüchtete der Schlossherr nach Wien, wo er auch starb.
Aus dem Jahre 1705 ist die Eheschließung von „Johannes Epiphanius Maximilianus Comes de Khuen in Belasi und Gandeck“ mit „Maria Franziska Monica de Preysing“ überliefert, der Tochter des Johann Franziskus Ferdinand. Durch diese Heirat und durch Belehnung durch Kaiser Joseph I. im Jahre 1706 kam Weikertshofen an die Südtiroler Familie der Grafen Khuen von Belasy. Maria Franziska ist am 17. Oktober 1741 gestorben, ihr Mann am 31. März 1751. Beide sind in Weikertshofen beigesetzt, den Grabstein hat ihre einzige Tochter Maria Anna Walburga setzen lassen. Über die drei Söhne Theophilus Egon Maximilianus Callistus, geb. am 14. Oktober 1708, Joannes Theophanes Antonius Benno Maria, geb. am 14. Juni 1712, gest. am 16. Juli 1762 und Carolus Josephus Felix Sigismund Joannes Nepomucenus Servatius, geb. am 13. Mai 1719 ist im Zusammenhang mit Weikertshofen nichts bekannt.
Maria Anna Walburga Birgitta Maximiliana, geb. am 1. Mai 1711, verehelichte sich am 23. November 1739 mit „Joannes Franciscus Nonosus de Mandl“. Bereits 1736 waren ihr von ihrer Mutter die Hofmarken Adelzhausen und Weikertshofen übergeben worden. Grob folgert daraus, dass nach dem Tode des Grafen Khuen Belasi im Jahre 1751 Weikertshofen zuerst an dessen Sohn Johannes Theophanes Benno gekommen ist und dass dieser entweder unverehelicht oder zumindest kinderlos gestorben ist. Da sich Maria Anna Walburga auf dem Grabstein ihrer Eltern selbst als „Domina in Weikerihofen“ bezeichnet ist davon auszugehen, dass alle ihre Brüder kinderlos gestorben sind. Maria Anna ist am 16. Dezember 1787 gestorben. Franz Nonos Baron Mandl war ihr bereits am 12. Februar 1783 vorausgegangen. Beide sind in der Kirche von Weikertshofen beigesetzt. Ihre Tochter Maria Josepha hatte sich mit Theodor Graf Hundt von und zu Lauterbach am 27. Februar 1767 verehelicht, die zweite Tochter Maria Anna wurde am 28. September 1782 die Frau des Reichsfreiherrn Johann Wilhelm Tänzl von Trazberg auf Dietldorf, der ab 1783 die Nachfolge auf Weikertshofen angetreten hatte.
Seit dem Jahre 1800 ist Weikertshofen im Besitz der Grafen Hundt von und zu Lauterbach. Durch Vertrag und Heirat von Franziska Reichsfreiin von Taenzl mit Maximilian Graf Hundt von und zu Lauterbach kam dieser bisher letzte Besitzerwechsel zustande. Seit dieser Zeit ist Weikertshofen in ununterbrochener Folge im Besitz der Grafen von Hundt, zuletzt von Hans Graf von Hundt zu Lautterbach, der am 15. September 2019 im Alter von 87 Jahren gestorben ist.